# Acidaliastis galactea
Acidaliastis galactea är en fjärilsart som beskrevs av Charles E. Rungs 1943. Acidaliastis galactea ingår i släktet Acidaliastis och familjen mätare. Inga underarter finns listade i Catalogue of Life.